# Aleksandr Łastin
Aleksandr Nikołajewicz Łastin, ros. Александр Николаевич Ластин (ur. 30 października 1976 w Archangielsku, zm. 23 stycznia 2015 w Żeleznowodsku) – rosyjski szachista, arcymistrz od 1997 roku.

## Kariera szachowa
Od 1992 wielokrotnie startował w finałach indywidualne mistrzostw Rosji, największe sukcesy odnosząc w latach 2001 (Elista, srebrny medal, po przegranej dogrywce z Aleksandrem Motylowem) oraz 2002 (Krasnodar, złoty medal). Dwukrotnie brał udział w pucharowych turniejach o mistrzostwo świata: w 2001 pokonał Ognjena Cvitana, ale w II rundzie przegrał z Zhangiem Zhongiem, natomiast w 2004 wygrał z Robertem Kempińskim i Zurabem Azmaiparaszwilim, ale w III rundzie wyeliminowany został przez Hikaru Nakamurę. W 2005 zwyciężył w Pucharze Rosji, w finale pokonując Denisa Chismatullina.
Do innych indywidualnych sukcesów Aleksandra Łastina należały:
- dz. I m. w Tule (1999, z m.in. Pawłem Kocurem, Władimirem Burmakinem i Rusłanem Szczerbakowem)
- dz. III m. w Petersburgu (1999, memoriał Michaiła Czigorina, za Aleksandrem Griszczukiem i Siergiejem Wołkowem, z m.in. Maksimem Sorokinem i Siemionem Dwojrisem)
- I m. w Równem (2000)
- dz. I m. w Borze (2000, z Jewgienijem Najerem)
- II m. w Eliście (2000, finał Pucharu Rosji, za Siergiejem Wołkowem)
- dz. II m. w Moskwie (2005, za Farruchem Amonatowem)
- dz. II m. Woroneżu (2005, za Wiaczesławem Zacharcowem)
- I m. w Soczi (2005)
- I m. w Ramienskoje (2005, finał Pucharu Rosji)
- dz. I m. w Moskwie (2006, z Borisem Graczowem)
- I m. w Biełorieczensku (2007)
- dz. I m. w Woroneżu (2007, z Farruchem Amonatowem i Borisem Sawczenką)
- dz. I m. w Ługańsku (2007, z m.in. Kiriłłem Bryzgalinem i Dmitrijem Skorczenką)
- dz. II m. w Moskwie (2008, za Artiomem Timofiejewem, z m.in. Zacharem Jefimenką, Ernesto Inarkijewem, Siergiejem Wołkowem, Ołeksandrem Moisejenką i Baadurem Dżobawą)
- dz. I m. w Majkopie (2008, z Aleksandrem Pietruszynem, Kiriłłem Bryzgalinem i Witalijem Cieszkowskim)
- dz. II m. w Baku (2008, za Jewgienijem Najerem, z m.in. Wadimem Miłowem, Aleksiejem Aleksandrowem, Baadurem Dżobawą, Tamazem Gelaszwilim i Nigelem Shortem)
- dz. I m. w Biełorieczensku (2009, wspólnie z Maksimem Turowem)
- dz. I m. w Eliście (2010, wspólnie z m.in. Heorhijem Piławowem)
- II m. w Piatigorsku (2011, za Dmitrijem Kriakwinem)
- dz. II m. w Ufie (2013, za Jewgienijem Kaleginem)
- dz. I m. w Dombaju (2013, wspólnie z Arturem Gabrijelanem).

Najwyższy ranking w karierze osiągnął 1 stycznia 2010, kiedy to z wynikiem 2659 punktów zajął 67. miejsce na światowej liście FIDE, jednocześnie zajmując 16. miejsce wśród szachistów rosyjskich.